# Rustam Tariko
Rustam Vasiljevič Tariko, rusky Руста́м Васи́льевич Тари́ко (* 17. března 1962 Menzelinsk, Tatarstán) je ruský podnikatel, bankéř a vodkový magnát, zakladatel a vlastník korporace Russian Standard.

## Vzdělání a podnikání
Rustam Tariko ukončil svá studia na ekonomické fakultě Moskevského institutu železničního inženýrství (dnes Moskevská státní univerzita dopravy a spojů – MIIT) v roce 1989. V roce 1998 uvedl na trh vodku Russkij Standart (rusky Русский Стандарт; pro export Russian Standard), jež se stala jednou z nejprodavánějších premium vodek na světě. Vlastní také stejnojmennou banku a od roku 2013 je největším akcionářem polské firmy Central European Distribution Corporation (CEDC). Je považován za jednoho z nejbohatších lidí nejen v Rusku, ale i na celém světě. Na své letní sídlo na Sardinii létá soukromým Boeingem 737. Časopis Forbes odhaduje jeho jmění na několik miliardy dolarů.